# Nareen Shammo
Nareen Shammo (nacida en 1986 en Bashiqa, Irak) es una periodista de investigación yazidí y activista por los derechos de las minorías.

## Historia
El 3 de agosto de 2014 abandonó su trabajo en televisión al saber que el Estado Islámico secuestraba mujeres y chicas sistemáticamente. Desde este genocidio de yazidíes dedica su vida a la lucha por la liberación de las mujeres yazidíes.